# La scomparsa di Majorana
(«Leonardo Sciascia»)
La scomparsa di Majorana è un saggio del 1975 di Leonardo Sciascia fondato sul noto episodio di cronaca della presunta morte o scomparsa del fisico siciliano Ettore Majorana, avvenuta nel 1938. L'autore raccoglie le notizie frammentarie sul fatto, le dichiarazioni di persone vicine a Majorana rielaborandole in modo personale, affascinante e suggestivo, a tratti quasi romanzato, delineando in modo efficace la peculiare personalità del personaggio, giocando con il mito dell'intelligenza suprema e delle sue presunte capacità profetiche nonché con le sue contraddizioni.

## Descrizione

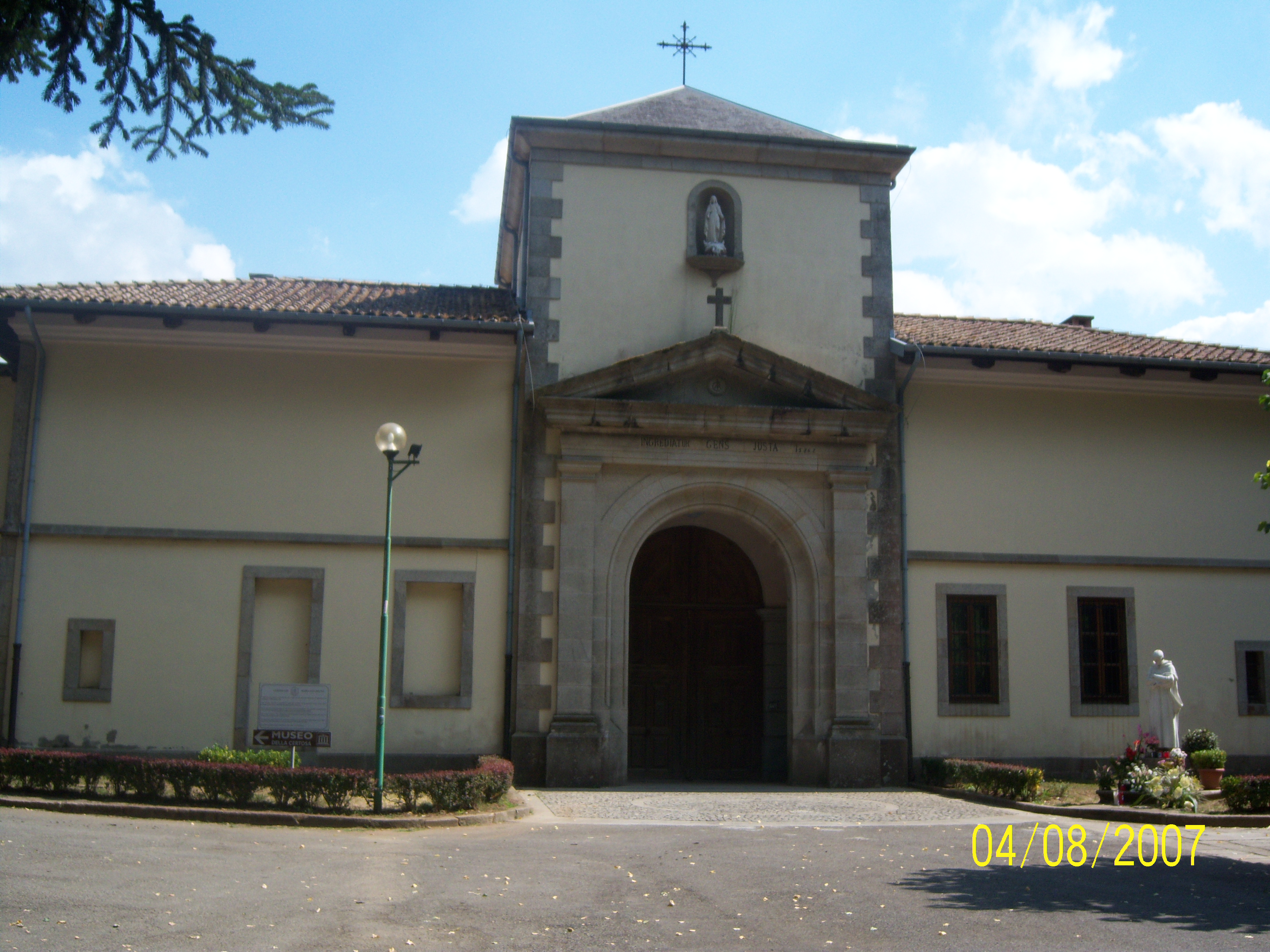
La certosa di Serra San Bruno dove secondo Leonardo Sciascia si sarebbe rinchiuso Majorana

L'opera comparve per la prima volta sul quotidiano torinese «La Stampa», in 8 puntate, dal 31 agosto al 7 settembre del 1975. Nell'ottobre di quello stesso anno Einaudi provvide a rilasciarlo in volume. Come si evince da alcune lettere ritrovate nel 2012, durante le fasi del trasloco della redazione del quotidiano e pubblicate in un articolo sullo stesso quotidiano da Vittorio Sabadin, fu lo stesso Sciascia a proporre al direttore Arrigo Levi e al vicedirettore Carlo Casalegno la pubblicazione in anteprima sul quotidiano.

### Trama
La sera del 25 marzo 1938 Ettore Majorana, trentunenne, si imbarca a Napoli sul traghetto diretto a Palermo lasciando due lettere nelle quali preannuncia la propria "scomparsa". Giunto a Palermo scrive però di ignorare le lettere che aveva inviato il giorno prima e annuncia di essere di ritorno a Napoli l'indomani. Tuttavia, il fisico non si fa più vedere e scompare nel nulla. Sciascia si interroga quindi sulle congetture fatte in proposito formulandone anche di proprie. In particolare ipotizza che Majorana si sia ritirato in un convento ricusando il suo ruolo di scienziato in seguito a un'intuizione circa il possibile sviluppo della bomba atomica e le conseguenze disastrose che ne sarebbero potute scaturire.
(Leonardo Sciascia, La scomparsa di Majorana)

## Riferimenti culturali
Nel film del 2001 L'ultima lezione, sulla scomparsa dell'economista Federico Caffè, è contenuto un riferimento al saggio di Sciascia. Si ipotizza che Caffè vi si sia ispirato per pianificare la propria scomparsa.

## Edizioni
- Leonardo Sciascia, La scomparsa di Majorana, collana Nuovi Coralli, n. 139, 1ª ed., Torino, Einaudi, 1975, ISBN 9788806437374.
- Leonardo Sciascia, La scomparsa di Majorana, Milano, Adelphi, 1997, ISBN 978-88-459-1871-1.